# Here Comes the Hotstepper
Here Comes the Hotstepper (titre traduisible par Voilà le fuyard) est une chanson co-écrite et enregistrée par l'artiste jamaïcain de dancehall Ini Kamoze.
Elle est sortie en tant que single principal de son album de 1995, Here Comes the Hotstepper, ainsi que de la bande originale du film Prêt-à-Porter. Il est surtout connu pour son chœur « na na na na na na... », extrait de la reprise de Land of a Thousand Dances par Cannibal & the Headhunters (en). 
La chanson fut la seule chanson de Kamoze à atteindre le top 40 du Billboard Hot 100 aux États-Unis, atteignant la première place le 17 décembre 1994 et y demeurant pendant deux semaines. Ce hit fut également numéro un au Danemark et en Nouvelle-Zélande et dans le top 10 dans douze autres pays. 

## Utilisation d'échantillons de musique
Here Comes the Hotstepper contient plusieurs extraits, notamment les voix de The Champ de The Mohawks, Hot Pants de Bobby Byrd et La Di Da Di (en) de Doug E. Fresh et Slick Rick. La partie instrumentale de la chanson échantillonne la batterie et la basse de Heartbeat (chanson de Taana Gardner) (en) de Taana Gardner et les notes de guitare de Hung Up on My Baby de Isaac Hayes. La chanson utilise le refrain « na na na na na ... » de Land of Thousand Dances de Cannibal & the Headhunters et la mélodie vocale du couplet rappelle celle des Come Together des Beatles. 

## Track listing
CD single
1. Here Comes the Hotstepper (heartical mix)
2. Here Comes the Hotstepper (allaam mix)

CD maxi - Europe (1994)
1. Here Comes the Hotstepper (heartical mix) - 4:13
2. Here Comes the Hotstepper (heartipella) – 4:15
3. Here Comes the Hotstepper (heartimental) - 4:13
4. Here Comes the Hotstepper (allaam mix) - 4:36
5. Here Comes the Hotstepper (allamental) - 4:37
6. Here Comes the Hotstepper (version LP) - 4:09

## Classements et ventes
| Chart (1994–1995)                       | Peak position |
| --------------------------------------- | ------------- |
| Australie (ARIA)                        | 2             |
| Autriche (Ö3 Austria Top 40)            | 6             |
| Belgium (VRT Top 30 Flanders)           | 4             |
| Belgique (Flandre Ultratop 50 Singles)  | 21            |
| Belgique (Wallonie Ultratop 50 Singles) | 3             |
| Canada (RPM)                            | 15            |
| Canada Dance (RPM)                      | 1             |
| Denmark (IFPI)                          | 1             |
| Europe (Eurochart Hot 100)              | 1             |
| Finland (Suomen virallinen lista)       | 2             |
| France (SNEP)                           | 2             |
| Allemagne (Media Control AG)            | 6             |
| Ireland (IRMA)                          | 3             |
| Pays-Bas (Nederlandse Top 40)           | 16            |
| Nouvelle-Zélande (RMNZ)                 | 1             |
| Norvège (VG-lista)                      | 4             |
| Spain (AFYVE)                           | 2             |
| Suède (Sverigetopplistan)               | 5             |
| Suisse (Schweizer Hitparade)            | 4             |
| UK Singles (Official Charts Company)    | 4             |
| UK R&B (Official Charts Company)        | 1             |
| États-Unis (Hot 100)                    | 1             |
| États-Unis (Dance Club Songs)           | 22            |
| États-Unis (R&B/Hip-Hop Songs)          | 2             |
| États-Unis (Pop Airplay)                | 5             |
| États-Unis (Rhythmic Songs)             | 1             |

| Chart (1994)                     | Position |
| -------------------------------- | -------- |
| U.S. Billboard Hot 100           | 85       |
| Chart (1995)                     | Position |
| Australian Singles Chart         | 22       |
| Austrian Singles Chart           | 26       |
| Belgian (Flanders) Singles Chart | 38       |
| Belgian (Wallonia) Singles Chart | 7        |
| French Singles Chart             | 9        |
| New Zealand (Recorded Music NZ)  | 8        |
| Swiss Singles Chart              | 18       |
| U.S. Billboard Hot 100           | 24       |

| Chart (1990–1999)      | Position |
| ---------------------- | -------- |
| U.S. Billboard Hot 100 | 65       |